# Tipula ornaticornis
Tipula ornaticornis är en tvåvingeart som beskrevs av Frederik Maurits van der Wulp 1891. Tipula ornaticornis ingår i släktet Tipula och familjen storharkrankar.
Artens utbredningsområde är Colombia. Inga underarter finns listade i Catalogue of Life.